# Assumpció Puigdelloses Vila
Assumpció Puigdelloses Vila (Vic, ca 1897 - Sant Adrià del Besòs, 27 de març de 1940) fou una de les dotze dones republicanes de la Presó de les Corts executades al Camp de la Bota pel règim franquista. Era mestressa de casa i tenia 43 anys.
La derrota de l'exèrcit republicà l'1 d'abril de 1939, va posar fi a la Guerra Civil Espanyola donant pas a la dictadura del General Franco. Es van perdre drets i llibertats i començà una dura repressió contra els vençuts i dissidents. S'obrí una Causa General i s'encoratjaren les delacions de particulars, essent les zones rurals les que concentraren l'índex més alt de denúncies per rancúnies o venjances personals i per la facilitat d'identificar i detenir les víctimes. Entre 1939 i 1945 un total de 171 osonencs foren sentenciats a mort.
Assumpció, nascuda i resident a Vic, fou denunciada i traslladada el 16 d'agost de 1939 a la Presó de dones de les Corts de Barcelona. El 14 de setembre va comparèixer davant d'un Consell de Guerra, essent l'única dona d'un grup de catorze persones. Fou definida com una furibunda propagandista de les idees marxistes, immoral i de pèssima conducta. Se li atribuí el saqueig d'un convent, la delació de dos sacerdots i la participació en els incendis de la Catedral de Vic, les esglésies del Carme, de la Pietat i de la Mercè. Acusada de rebel·lió militar, fou sentenciada a mort. L'oficina jurídica de la caserna del General Franco va trigar gairebé sis mesos a remetre l'enterado, prolongant així la seva agonia. Finalment, el 27 de març de 1940 a les sis del matí, fou afusellada al Camp de la Bota, amb quatre companys més, dos dels quals havien estat alcaldes d'ERC